# Artemisia alba
Artemisia alba là một loài thực vật có hoa trong họ Cúc. Loài này được Antonio Turra mô tả khoa học đầu tiên năm 1764.

## Từ nguyên
Tính từ định danh alba là tiếng La tinh, nghĩa là trắng. Các tên gọi thông thường như L'Artemisia bianca (tiếng Ý), L’Armoise blanche (tiếng Pháp) hay white mugwort, white wormwood, white artemisia (tiếng Anh) đều có nghĩa đen là ngải trắng. Không nhầm lẫn nó với Artemisia herba-alba cũng được gọi là ngải trắng. 

## Phân bố
Loài bản địa Nam Âu, Tây Âu và Trung Âu (Albania, Bỉ, Bulgaria, Cộng hòa Séc, Hy Lạp, Hungary, Italia, Nam Tư cũ, Pháp, Romania, Slovakia, Tây Ban Nha) và tây bắc châu Phi (Algérie, Ma Rốc). Tuyệt chủng tại Áo.

## Phân loài
- Artemisia alba subsp. alba: Nguyên chủng. Phân bố rộng khắp trong vùng phân bố của toàn loài, trừ tây bắc châu Phi.[4] Danh sách danh pháp đồng nghĩa xem dưới đây.
- Artemisia alba subsp. chitachensis Maire, 1928 (đồng nghĩa: Artemisia chitachensis (Maire) Coss., 1883 nom. nud., Artemisia chitachensis Coss. ex Batt. & Trab., 1890 nom. nud.): Tìm thấy ở Ma Rốc.[5]
- Artemisia alba subsp. glabrescens (Willk.) Valdés Berm., 1985 (đồng nghĩa: Artemisia incanescens var. glabrescens Willk., 1865): Tìm thấy ở Tây Ban Nha.[6]
- Artemisia alba subsp. kabylica (Chabert) Greuter, 2003 (đồng nghĩa: Artemisia kabylica Chabert, 1889): Tìm thấy ở Algérie.[7]
- Artemisia alba subsp. nevadensis (Willk.) Blanca & C.Morales, 1991 (đồng nghĩa: Artemisia alba var. nevadensis (Willk.) Molero Mesa & Mart.Parras, 1987, Artemisia camphorata var. nevadensis Willk., 1865, Artemisia nevadensis (Willk.) H.Lindb., 1932): Tìm thấy ở miền nam Tây Ban Nha (các dãy núi Sierra Nevada, Sierra de Baza).[8]

## Đồng nghĩa
Danh sách dưới đây liệt kê các danh pháp đồng nghĩa của Artemisia alba subsp. alba.
- Absinthium camphoratum Besser, 1829
- Absinthium corymbosum DC., 1838
- Absinthium saxatile Besser, 1829
- Absinthium viridiflorum Besser, 1829
- Artemisia achilleifolia Ten., 1836
- Artemisia alba var. biasolettiana (Vis.) Gussev, 2012
- Artemisia alba subsp. camphorata P.Fourn., 1939
- Artemisia alba subsp. lobelii (All.) Gams, 1928
- Artemisia alba subsp. saxatilis (Waldst. & Kit. ex Willd.) P.Fourn., 1939
- Artemisia alba subsp. suavis (Jord.) P.Fourn., 1939
- Artemisia biasolettiana Vis., 1836
- Artemisia campestris Scop. ex Steud., 1840 nom. inval.
- Artemisia camphorata Vill., 1779
- Artemisia camphorata var. brachylobia (Jord. & Fourr.) Rouy, 1903
- Artemisia camphorata var. canescens DC., 1838
- Artemisia camphorata subsp. canescens (DC.) Arcang., 1882
- Artemisia camphorata proles saxatilis (Waldst. & Kit. ex Willd.) Rouy, 1903
- Artemisia camphorata var. saxatilis (Waldst. & Kit. ex Willd.) DC., 1838
- Artemisia camphorata proles suavis (Jord.) Rouy, 1903
- Artemisia cinerea DC., 1838
- Artemisia columnae Ten., 1829
- Artemisia corymbosa Lam., 1783
- Artemisia garganica Ten. ex DC., 1838
- Artemisia incanescens Jord. ex Gren. & Godr., 1850
- Artemisia intermedia Host, 1831
- Artemisia lobelii All., 1785
- Artemisia lobelii var. canescens (DC.) Briq. & Cavill., 1916
- Artemisia lobelii var. humilis Briq. & Cavill., 1916
- Artemisia rupestris Scop., 1771 nom. illeg.
- Artemisia saxatilis Waldst. & Kit. ex Willd., 1803
- Artemisia suavis Jord., 1848
- Artemisia subcanescens Willd., 1809
- Artemisia willdenowii F.Dietr., 1815